# Asteropus radiocrusta
Asteropus radiocrusta är en svampdjursart som beskrevs av Kennedy 2000. Asteropus radiocrusta ingår i släktet Asteropus och familjen Ancorinidae. Inga underarter finns listade i Catalogue of Life.